# Javi Barrio
Javier Martínez Barrio (Logroño, La Rioja, 21 de mayo de 1991), conocido como Javi Barrio, es un futbolista español. Juega como defensa y su actual equipo es el  Club Polideportivo Cacereño  de la Primera Federación de España.

## Trayectoria
Se formó en las categorías inferiores de la Unión Deportiva Logroñés, posteriormente firmó por el Real Racing Club B. Tras cuajar una gran temporada el filial cántabro, obtuvo ficha con el primer equipo de cara a la temporada 2013/2014. Al finalizar la temporada 13/14 queda libre y el Huracán Valencia Club de Fútbol se hace con sus servicios. En la temporada 15/16 ficha por el Club Deportivo Guijuelo, en el verano del 2016, el Centre d'Esports Sabadell Futbol Club, firma al defensa por una temporada, más una de opcional. Tras abandonar en verano de 2017 las filas del Sabadell, firma por el Villanovense donde se destaca como titular. Tras unos buenos años en el Zamora y superar alguna lesión, llega al  Cacereño en el mercado de invierno de 2024

## Clubes
| Club                        | País   | Año       |
| --------------------------- | ------ | --------- |
| UD Logroñés B               | España | 2008-2010 |
| Racing B                    | España | 2010-2013 |
| Racing de Santander         | España | 2013-2014 |
| CF Huracán                  | España | 2014-2015 |
| CD Guijuelo                 | España | 2015-2016 |
| CD Boiro                    | España | 2016      |
| CE Sabadell                 | España | 2016-2017 |
| CF Villanovense             | España | 2017-2018 |
| CD Calahorra                | España | 2018-2020 |
| Haro Deportivo              | España | 2020      |
| Atlético Sanluqueño         | España | 2020-2022 |
| Zamora CF                   | España | 2022-2024 |
| Club Polideportivo Cacereño | España | 2024-     |